# Proctophyllodes macedo
Proctophyllodes macedo är en spindeldjursart som beskrevs av Vitzthum 1922. Proctophyllodes macedo ingår i släktet Proctophyllodes, och familjen Proctophyllodidae. Arten är reproducerande i Sverige.